# Grammy Award for Best Historical Album

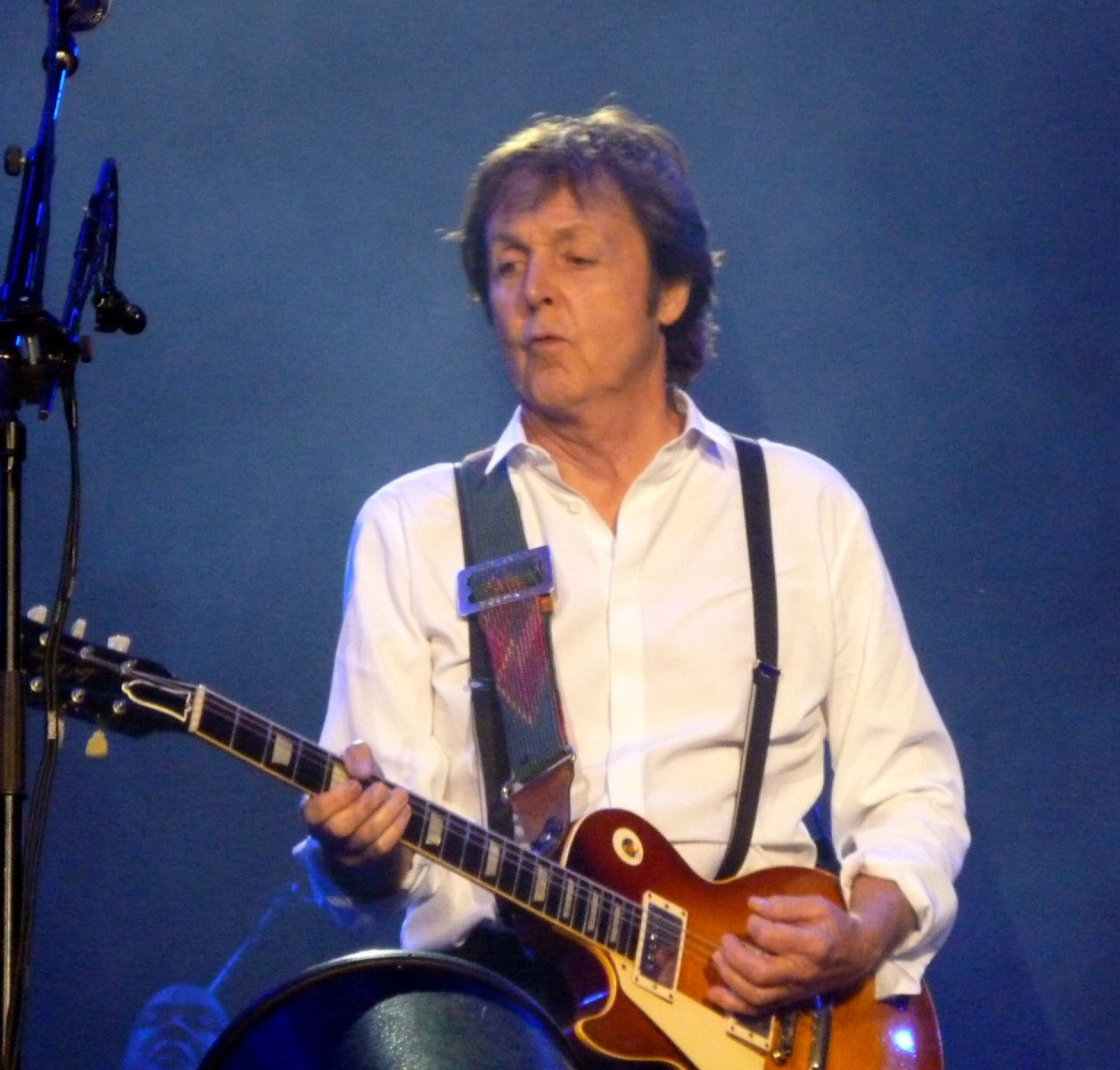
Paul McCartney erhielt den Grammy Award for Best Historical Album im Jahr 2012 für das von ihm produzierte Album Band on the Run (Paul McCartney Archive Collection – Deluxe Edition)

Der Grammy Award for Best Historical Album, auf Deutsch „Grammy-Auszeichnung für das beste historische Album“, ist ein Musikpreis, der seit 1979 von der amerikanischen Recording Academy verliehen wird. Der Preis geht an den Produzenten und Toningenieur des jeweiligen Albums.

## Geschichte und Hintergrund
Die seit 1959 verliehenen Grammy Awards werden jährlich in zahlreichen Kategorien von der Recording Academy in den Vereinigten Staaten vergeben, um künstlerische Leistung, technische Kompetenz und hervorragende Gesamtleistung ohne Rücksicht auf die Album-Verkäufe oder Chart-Position zu würdigen.
Eine dieser Kategorien ist der Grammy Award for Best Historical Album. Die Auszeichnung wird seit 1979 verliehen. Seit der Erstverleihung hat sich der Name der Auszeichnung mehrmals geringfügig geändert:
- 1979 hieß die Auszeichnung Grammy Award for Best Historical Repackage Album
- 1980 nannte sie sich Grammy Award for Best Historical Reissue
- 1981 wurde sie umbenannt in Grammy Award for Best Historical Reissue Album
- Seit 1982 hat sie den Namen Grammy Award for Best Historical Album.

Der Preis wird an Personen vergeben, die für das Kompilieren und die Produktion des Albums verantwortlich sind. Die Rollen dieser Personen haben sich im Laufe der Zeit verändert:
- Von 1979 bis 1993 wurden der Produzent/die Produzenten ausgezeichnet
- Von 1994 bis 1995 ging der Preis an den/die Kompilations-Produzenten
- 1996 erhielten der künstlerische Leiter, der Kompilations-Produzent, die Toningenieure und die Ersteller der Album-Notes die Auszeichnung
- Von 1997 bis 2018 wurden der Kompilations-Produzent und/oder der Toningenieur ausgezeichnet
- Seit 2019 erhält der Kompilations-Produzent, der Toningenieur und der Restauration-Ingenieur den Preis.

## Gewinner und Nominierte
| Jahr                 | Gewinner | Album                                                                                                  | Interpret(en)                                               | Label                        | Nominierte | Bild des/der Gewinner(s) |
| -------------------- | --- | --- | ----------------------------------------------------------- | ---------------------------- | --- | ------------------------ |
| 1979                 | Michael Brooks (Produzent) | The Lester Young Story, Vol. 3                                                                         | Lester Young                                                | Columbia                     | - A Bing Crosby Collection, Vol. I & II. Michael Brooks, Produzent (Bing Crosby) (Columbia) - The First Recorded Sounds 1888 to 1929. George Garabedian, Produzent (Verschiedene Künstler) (Mark 56) - The Greatest Group of Them All. Bob Porter, Produzent (The Ravens) (Savoy) - La Divina. Peter Andry und Walter Legge, Produzenten (Maria Callas) (Angel) |                          |
| 1980                 | Jerry Korn und Michael Brooks (Produzenten) | Billie Holiday (Giants of Jazz)                                                                        | Billie Holiday                                              | Time/Life                    | - One Never Knows, Do One? The Best of Fats Waller. George Spitzer und Chick Crumpacker, Produzenten (Fats Waller) (Book of the Month) - Duke Ellington (Giants of Jazz). Jerry Korn und Michael Brooks, Produzenten (Duke Ellington) (Time/Life) - The Magical Music of Walt Disney. Dick Schory, Produzent (Verschiedene Künstler) (Ovation) - A Tribute to E. Power Biggs. Andrew Kazdin, Produzent (E. Power Biggs et al.) (Columbia) |                          |
| 1981                 | Keith Hardwick (Produzent) | Segovia – The EMI Recordings 1927–39                                                                   | Andrés Segovia                                              | Angel                        | - Early History of the Phonograph Record with Thomas Alva Edison. George Garabedian, Produzent (Verschiedene Künstler) (Mark 56) - First Edition/The Golden Age of Broadway. C. E. Crumpacker, Produzent (Verschiedene Künstler) (RCA Special Products) - The Guitarists (Giants of Jazz). Jerry Korn und Michael Brooks, Produzenten (Verschiedene Künstler) (Time/Life) - Songs of the Depression: Happy Days Are Here Again. George Spitzer & Michael Brooks, Produzenten (Verschiedene Künstler) (Book of the Month) |                          |
| 1982                 | Michael Brooks und George Spitzer (Produzenten) | Hoagy Carmichael – From Stardust to Ole Buttermilk Sky                                                 | Hoagy Carmichael                                            | Book of the Month            | - The Smithsonian Collection of Classic Country Music. Bill C. Malone, Produzent (Verschiedene Künstler) (Smithsonian Collection) - Birmingham Quartet Anthology. Doug Seroff, Produzent (Verschiedene Künstler) (Clanka Lanka) - Chronicle, The Complete Prestige Recordings. Orrin Keepnews, Produzent (Miles Davis) (Prestige) - The Quintet of the Hot Club of France (1936-1937). Kevin Yatarola, Produzent (Django Reinhardt, Stephane Grappelli) (Inner City Records) |                          |
| 1983                 | Alan Dell, Ethel Gabriel und Don Wardell (Produzenten) | Tommy Dorsey/Frank Sinatra Sessions Vol. 1, 2, 3.                                                      | Tommy Dorsey und Frank Sinatra                              | RCA                          | - An Experiment in Modern Music: Paul Whiteman at Aeolian Hall. Martin Williams und J.R. Taylor, Produzenten (Paul Whiteman) (Smithsonian Collection) - Bartok at the Piano, 1920–1945. Dora Antal, Produzent (Béla Bartok) (Hungaroton) - Bunny Berigan (Giants of Jazz). Michael Brooks, Produzent (Bunny Berigan) (Time/Life) - Minstrels & Tunesmiths: The Commercial Roots of Early Country Music. Norm Cohen, Produzent (Verschiedene Künstler) (John Edwards Memorial Foundation) |                          |
| 1984                 | Stanley Walker und Allan Steckler (Produzenten) | The Greatest Recordings of Arturo Toscanini – Symphonies, Vol. I                                       | Arturo Toscanini                                            | Franklin Mint Record Society | - Verschiedene Country und Western-Musiker – Back in the Saddle Again: American Cowboy Songs. Charlie Seemann, Produzent (New World) - The Complete Blue Note Recordings of Thelonious Monk. Michael Cuscuna, Produzent (Thelonious Monk) (Mosaic) - Kings of New Orleans Jazz. Stanley Walker und Dan Morgenstern, Produzenten (Jelly Roll Morton, King Oliver, Sidney Bechet) (Franklin Mint Record Society) - The Motown Story: The First 25 Years. Jon Badeaux, Produzent (Verschiedene Künstler) (Motown) |                          |
| 1985                 | J. R. Taylor (Produzent) | Big Band Jazz                                                                                          | Verschiedene Künstler                                       | Smithsonian                  | - Cotton Club Stars. Bernard Brightman, Produzent (Cab Calloway, Jimmie Lunceford, Ethel Waters und andere) (Stash) - A Golden Celebration. Gregg Geller und Joan Deary, Produzenten (Elvis Presley) (RCA) - History Speaks: Franklin Delano Roosevelt. George Spitzer und Pat Sweeting, Produzenten (Franklin Delano Roosevelt—IEinführung von Clifton Fadiman) (Book of the Month) - World’s First Entertainment Recordings 1889–1896. George Garabedian, Produzent (Silas Leachman, Len Spencer, George W. Johnson, Dan W. Quinn und andere) (Mark 56) |                          |
| 1986                 | John Pfeiffer (Produzent) | RCA/Met—100 Singers—100 Years                                                                          | Verschiedene Künstler                                       | RCA Red Seal                 | - American Popular Song. J. R. Taylor, Produzent (Fred Astaire, Lena Horne, Nat „King“ Cole, Sarah Vaughan und andere) (Smithsonian/CBS Special Products) - Bill Evans: The Complete Riverside Recordings. Orrin Keepnews, Produzent (Bill Evans) (Riverside) - Billie Holiday on Verve 1946–1959. Tohru Okamura, Produzent (Billie Holiday) (Verve) - The Human Orchestra (Rhythm Quartets in the Thirties). Doug Seroff, Produzent (Mills Brothers, Ink Spots, Four Blackbirds und andere) (Clanka Lanka) |                          |
| 1987                 | Bob Porter und Aziz Goksel (Produzenten) | Atlantic Rhythm and Blues 1947 –1974, Vol. 1–7                                                         | Verschiedene Künstler                                       | Atlantic                     | - Biograph. Jeff Rosen, Produzent (Bob Dylan) (Columbia/CBS) - The Complete Keynote Collection. Kiyoshi Koyama, Produzent (334 Jazz Performances of the ’40s) (Keynote) - The Mapleson Cylinders. David Hamilton und Tom Owen, Produzenten (verschiedene Metropolitan Opera Künstler) (Rodgers and Hammerstein Archives) - The Voice, The Columbia Years 1943–1952. Joe McEwen und James Isaacs, Produzenten (Frank Sinatra) (Columbia/CBS) |                          |
| 1988                 | Orrin Keepnews (Produzent) | Thelonious Monk — The Complete Riverside Recordings                                                    | Thelonious Monk                                             | Riverside                    | - The Bristol Sessions. Bob Pinson und Kyle Young, Produzenten (The Carter Family, Jimmie Rodgers und andere) (Country Music Foundation) - The Gershwin Collection. Paul Tannen, Produzent (Ella Fitzgerald, Johnny Mathis, Andy Williams und andere) (Teledisc USA) - The Otis Redding Story. Kim Cooke, Bob Porter und Rob Bowman, Produzenten (Otis Redding) (Atlantic) - Singers and Soloists of the Swing Bands. Margaret Robinson, Produzent (Louis Armstrong, Benny Goodman, Frank Sinatra und andere) (Smithsonian) |                          |
| 1989                 | Bill Levenson (Produzent) | Crossroads                                                                                             | Eric Clapton                                                | PolyGram                     | - The Classic Hoagy Carmichael. John Edward Hasse, Produzent (Hoagy Carmichael und andere) (Indiana Historical Society) - The Complete Commodore Jazz Recordings, Vol. I. Michael Cuscuna, Produzent (Verschiedene Künstler) (Mosaic) - Djangologie/USA. Hugh Fordin, Produzent (Django Reinhardt) (Disques Swing) - The Erteguns’ New York—New York Cabaret Music. Bob Porter, Produzent (Verschiedene Künstler) (Atlantic) |                          |
| 1990                 | Andy McKaie (Produzent) | Chuck Berry – The Chess Box                                                                            | Chuck Berry                                                 | Chess/MCA                    | - American Musical Theater—Shows, Songs and Stars. Dwight Blocker Bowers und Margaret Robinson, Produzenten (Verschiedene Künstler) (Smithsonian) - Blue Note 50th Anniversary Collection, Volumes 1–5: 1939–1989. Michael Cuscuna, Produzent (Verschiedene Jazzmusiker) (Blue Note) - Jazz Piano. Martin Williams, Produzent (Verschiedene Künstler 1898 – 1964) (Smithsonian) - Nat King Cole and the King Cole Trio. Will Friedwald, Produzent (Nat King Cole und The King Cole Trio) (Savoy Jazz) |                          |
| 1991                 | Lawrence Cohn und Stephen Lavere (Produzenten) | Robert Johnson: The Complete Recordings                                                                | Robert Johnson                                              | Columbia/CBS                 | - Beethoven: Symphonies 1–9 und Leonore Overture No. 3. John Pfeiffer, Produzent (Arturo Toscanini und das NBC Symphony Orchestra) (RCA Gold Seal) - Brownie: The Complete Emarcy Recordings of Clifford Brown. Kiyoshi Koyama, Produzent (Clifford Brown) (Emarcy) - The Jack Kerouac Collection. James Austin, Produzent (Jack Kerouac) (Rhino) - Verdi: Aida, Falstaff, Requiem, Te Deum, Va, Pensiero, Hymn of the Nations. John Pfeiffer, Produzent (Arturo Toscanini and NBC Symphony Orchestra) (RCA Gold Seal) |                          |
| 1992                 | Steven Lasker und Andy McKaie (Produzenten) | Billie Holiday, The Complete Decca Recordings                                                          | Billie Holiday                                              | GRP                          | - The Complete Caruso. John Pfeiffer, Produzent (Enrico Caruso) (RCA Victor Gold Seal) - The Complete Stax/Volt Singles 1959–1968. Steve Greenberg, Produzent (Verschiedene Künstler) (Atlantic) - The First 100 Years. Henry Fogel, Produzent (Sir Georg Solti und das Chicago Symphony Orchestra) (Chicago Symphony Orchestra) - Igor Stravinsky: The Recorded Legacy. John McClure, Produzent (Igor Stravinsky et al.) (Sony Classical) |                          |
| 1993                 | Michael Cuscuna (Produzent) | The Complete Capitol Recordings of The Nat „King“ Cole Trio                                            | Nat King Cole Trio                                          | Mosaic                       | - Les Paul: The Legend & The Legacy. Ron Furmanek, Produzent (Les Paul) (Capitol) - Elvis the King of Rock ’N’ Roll—The Complete 50’s Masters. Ernst Mikael Jorgenson und Roger Semon, Produzenten (Elvis Presley) (RCA) - The Music of Disney—A Legacy in Song. Michael Leon, Produzent (Verschiedene Künstler) (Walt Disney) - You’re the Top: Cole Porter in the 1930s. Susan Elliott, Robert Kimball und Richard M. Sudhalter, Produzenten (Verschiedene Künstler) (Koch Int’l Classics/Indiana Historical Society) |                          |
| 1994                 | Michael Lang und Phil Schaap (Produzenten) | The Complete Billie Holiday on Verve 1945–1959                                                         | Billie Holiday                                              | Verve                        | - Noel Coward: The Masters’ Voice—His HMV Recordings 1928–1953. Sheridan Morley, Produzent (Noël Coward) (Angel) - Bing—His Legendary Years 1931–1957. Andy McKaie und Steven Lasker, Produzenten (Bing Crosby) (MCA) - Frank Sinatra—The Columbia Years 1943–1952, The Complete Recordings. Didier C. Deutsch, Produzent (Frank Sinatra) (Columbia/Legacy) - The Monterey International Pop Festival. Stephen K. Peeples, Geoff Gans und Lou Adler, Produzenten (Verschiedene Künstler) (Rhino) |                          |
| 1995                 | Michael Lang (Produzent) | The Complete Ella Fitzgerald Song Books on Verve                                                       | Ella Fitzgerald                                             | Verve                        | - Andres Segovia: A Centenary Celebration. Israel Horowitz, Produzent (Andres Segovia) (MCA Classics) - The Complete Decca Masters (Plus). Ron O’Brien, Produzent (Judy Garland) (MCA) - Louis Armstrong: Portrait of the Artist as a Young Man, 1923–1934. Dan Morgenstern, Nedra Olds-Neal und Bruce Talbot, Produzenten (Louis Armstrong) (Columbia/Legacy/Smithsonian) - The Song Is You. Paul Williams, Produzent (Tommy Dorsey und Frank Sinatra) (RCA) - Songs of the West. James Austin und Randy Poe, Produzenten (Verschiedene Künstler) (Rhino) |                          |
| 1996                 | J.J. Stelmach (künstlerischer Leiter) John Pfeiffer (Produzent) Ray Hall, Thomas MacCluskey, James P. Nichols, Anthony Salvatore, Jon M. Samuels & David Satz (Toningenieure) Various (Ersteller der Album-Notes) | The Heifetz Collection                                                                                 | Jascha Heifetz und verschiedene Künstler                    | RCA Victor Gold Seal         | - John Coltrane: The Heavyweight Champion: The Complete Atlantic Recordings. Geoff Gans, künstlerischer Leiter; Joel Dorn und Patrick Milligan, Produzenten; Gene Paul, Toningenieur; Joel Dorn, Tom Dowd, Jimmy Heath, Charles Lloyd und Lewis Porter, Ersteller der Album-Notes (John Coltrane) (Rhino/Atlantic Jazz Gallery) - Live at the BBC. Rick Ward, künstlerischer Leiter; George Martin, Produzent; George Martin, Toningenieur; Kevin Howlett, Ersteller der Album-Notes (The Beatles) (Capitol) - The R&B Box: 30 Years of Rhythm & Blues. Rachel Gutek und Coco Shinomiya, künstlerische Leiter; James Austin, Ricard Foos und Billy Vera, Produzenten; Chris Clarke, Bob Fisher, Dan Hersch, Bill Inglot und Ken Perry, Toningenieure; Peter Grendysa und Billy Vera, Ersteller der Album-Notes (Verschiedene Künstler) (Rhino) - Early Ellington: The Complete Brunswick and Vocalion Recordings of Duke Ellington, 1926–1931. Hollis King, künstlerischer Leiter; Orrin Keepnews und Steven Lasker, Produzenten; Erick Larson, Steven Lasker und Seth B. Winner, Toningenieure; Steven Lasker, Ersteller der Album-Notes (Duke Ellington and His Orchestra) (GRP) |                          |
| 1997                 | Bob Belden und Phil Schaap (Produzenten) Phil Schaap und Mark Wilder (Tontechniker) | The Complete Columbia Studio Recordings                                                                | Miles Davis und Gil Evans                                   | Columbia                     | - The Mel Torme Collection 1944–1985. Dave Kapp, Produzent; Bob Fisher, Dan Hersch und Bill Inglot, Toningenieure (Mel Tormé) (Rhino) - The Complete Reprise Studio Recordings. Gregg Geller, Lee Herschberg, Joe McEwen und Ric Ross, Produzenten; Lee Herschberg, Toningenieur (Frank Sinatra) (Reprise) - Fritz Kreisler: The Complete RCA Recordings. John Pfeiffer, Produzent; Harold Hagopian, Glen Kolotkin und Ward Marston, Toningenieure (Fritz Kreisler) (RCA Victor Gold Seal) - The Mercury Blues ’N’ Rhythm Story 1945–1955. Jim Fishel und Barbara Lynn Micale, Produzenten; Suha Gur, Toningenieur (Verschiedene Künstler) (Mercury) |                          |
| 1998                 | Amy Horowitz, Jeff Place und Pete Reiniger (Produzenten) David Glasser und Charlie Pilzer (Toningenieure) | Anthology of American Folk Music (1997 Edition Expanded)                                               | Verschiedene Künstler                                       | Smithsonian Folkways         | - Centenary Edition: 100 Years of Great Music. Tony Locantro, Produzent; Andrew Walter, Toningenieur (Verschiedene Künstler) (EMI Classics) - The Complete Bill Evans on Verve. Michael Lang, Produzent; Suha Gur, Toningenieur (Bill Evans) (Verve) - Cuba: I Am Time. Jack O’Neil, Nina Gomes und Al Pryor, Produzenten; Gene Paul, Toningenieur (Verschiedene Künstler) (Blue Jackel Entertainment) - Ray Charles Genius & Soul: The 50th Anniversary Collection. James Austin, David Ritz und Billy Vera, Produzenten; Bob Fisher, Dan Hersch und Doug Sax, Toningenieure (Ray Charles) (Rhino) - Sing, Cowboy, Sing! The Gene Autry Collection. James Austin, Karla Buhlman und Patrick Milligan, Produzenten; Bob Fisher, Toningenieur (Gene Autry) (Rhino) |                          |
| 1999                 | Colin Escott, Kira Florita und Kyle Young (Produzenten) Joseph M. Palmaccio und Tom Ruff (Toningenieure) | The Complete Hank Williams                                                                             | Hank Williams                                               | Mercury Nashville            | - Have a Nice Decade: The ’70s Pop Culture Box. Bill Inglot, David McLees und Gordon Skeene, Produzenten; Andrew Garver, Dan Hersh, Bill Inglot, Ken Perry und Stewart Whitmore, Toningenieure (Verschiedene Künstler) (Rhino) - The Jazz Singers: A Smithsonian Collection of Jazz Vocals from 1919 to 1994. Robert G. O’Meally und Bruce Talbot, Produzenten; Todd Hulslander und John Tyler, Toningenieure (Verschiedene Künstler) (Smithsonian) - New York Philharmonic: The Historic Broadcasts 1923 to 1987. Sedgwick Clark, Produzent; Jon M. Samuels und Seth B. Winner, Toningenieure (New York Philharmonic) (New York Philharmonic Special Editions) - The Pet Sounds Sessions. David Leaf, Mark Linett und Brian Wilson, Produzenten; Joe Gastwirt, Toningenieur (The Beach Boys) (Capitol/EMI) |                          |
| 2000                 | Orrin Keepnews und Steven Lasker (Produzenten) Paul Brizzi, Dennis Ferrante und Steven Lasker (Toningenieure) | The Duke Ellington Centennial Edition: The Complete RCA Victor Recordings (1927–1973)                  | Duke Ellington                                              | RCA Victor/BMG Classics      | - The Complete Jazz at the Philharmonic on Verve, 1944–1949. Michael Lang, Phil Schaap und Ben Young, Produzenten; Phil Schaap, Toningenieur (Verschiedene Künstler) (Verve) - The Mahler Broadcasts, 1948–1982. Sedgwick Clark, Produzent; Jon M. Samuels und Seth B. Winner, Toningenieure (New York Philharmonic) (New York Philharmonic Special Editions) - Ray Charles: The Complete Country & Western Recordings (1959–1986). James Austin, Ray Charles, Terry Howard und Michael Johnson, Produzenten; Terry Howard und Doug Sax, Toningenieure (Ray Charles) (Rhino) - Sony Music 100 Years: Soundtrack for a Century. Billy Altman, Steve Berkowitz, Mike Berniker, Michael Brooks, Mitchell Cohen, Lawrence Cohn, Didier C. Deutsch, Bruce Dickinson, Michelle Errante, Jeff Jones, Arthur Levy, Nedra Olds-Neal, Al Quaglieri, Leo Sacks, Phil Schaap, Tom Vickers und Warren Wernick, Produzenten; Chris Athens, Matt Cavaluzzo, Harry Coster, Ellen Fitton, Seth Foster, Andreas Meyer, Joseph M. Palmaccio, Darcy Proper, Ken Robertson, Tom „Curly“ Ruff, Phil Schaap und Mark Wilder, Toningenieure (Verschiedene Künstler) (Sony)                                 |                          |
| 2001                 | Steve Berkowitz, Seth Rothstein und Phil Schaap (Produzenten) Michael Brooks, Seth Foster, Ken Robertson, Tom „Curly“ Ruff, Phil Schaap und Mark Wilder (Toningenieure)                                           | The Complete Hot Five and Hot Seven Recordings                                                         | Louis Armstrong                                             | Columbia/Legacy              | - The Best of Broadside 1962–1988: Anthems of the American Underground from the Pages of Broadside Magazine. Ronald D. Cohen und Jeff Place, Produzenten; Pete Reiniger, Toningenieur (Verschiedene Künstler) (Smithsonian Folkways) - Great Moments of the 20th Century. Michael Wesley Johnson, David McLees und Gordon Skene, Produzenten; Bob Fisher, Toningenieur (Verschiedene Künstler) (Rhino) - Respect: A Century of Women in Music. Julie D’Angelo und Holly George-Warren, Produzenten; Dan Hersch und Bill Inglot, Toningenieure (Verschiedene Künstler) (Rhino) - The Rubinstein Collection. Nathaniel S. Johnson, Produzent; Hsi-Ling Chang, Marian M. Conaty, Michael O. Drexler, Thomas MacCluskey, Ward Marston, James Nichols, Francis X. Pierce, Jon M. Samuels und Michael Sobol, Toningenieure (Arthur Rubinstein) (RCA Red Seal/BMG Classics) |                          |
| 2002                 | Michael Brooks und Michael Cuscuna (Produzenten) Matt Cavaluzzo, Harry Coster, Seth Foster, Darcy Proper, Ken Robertson und Mark Wilder (Toningenieure)                                                           | Lady Day: The Complete Billie Holiday on Columbia 1933–1944                                            | Billie Holiday                                              | Columbia/Legacy              | - Charlie Parker: The Complete Savoy and Dial Studio Recordings 1944–1948. Orrin Keepnews, Produzent; Paul Reid, Toningenieur (Charlie Parker) (Savoy/Atlantic) - Arhoolie Records 40th Anniversary Collection, 1960–2000: The Journey of Chris Strachwitz. Chris Strachwitz und Elijah Wald, Produzenten; Mike Cogan, Toningenieur (Verschiedene Künstler) (Arhoolie) - The Long Road to Freedom: An Anthology of Black Music. David Belafonte, Harry Belafonte und Albert C. Pryor, Produzenten; Michael O. Drexler, Toningenieur (Verschiedene Künstler) (Buddha) - Washington Square Memoirs: The Great Urban Folk Boom, 1950–1970. Ted Myers, Produzent; Bob Fisher, Toningenieur (Verschiedene Künstler) (Rhino) |                          |
| 2003                 | Dean Blackwood (Produzent) David Glasser und Christopher King (Toningenieure) | Screamin’ and Hollerin’ the Blues: The Worlds of Charley Patton                                        | Charley Patton                                              | Revenant                     | - Artie Shaw: Self Portrait. Orrin Keepnews, Produzent; Dennis Ferrante, Toningenieur (Artie Shaw) (Bluebird) - The Complete OKeh and Brunswick Bix Beiderbecke, Frank Trumbauer and Jack Teagarden Sessions (1924–36). Scott Wenzel, Produzent; Doug Pomeroy, Toningenieur (Bix Beiderbecke, Frank Trumbauer und Jack Teagarden) (Mosaic) - Dylan Thomas: The Caedmon Collection. Rick Harris und David Nolan, Produzenten; Leslie Mona-Mathus, Toningenieur (Dylan Thomas) (Caedmon) - The Genius of the Electric Guitar. Michael Brooks und Michael Cuscuna, Produzenten; Seth Foster, Ken Robertson und Mark Wilder, Toningenieure (Charlie Christian) (Columbia/Legacy) |                          |
| 2004                 | Steve Berkowitz, Alex Gibney, Andy McKaie und Jerry Rappaport (Produzenten) Gavin Lurssen und Joseph M. Palmaccio (Toningenieure)                                                                                 | Martin Scorsese Presents the Blues: A Musical Journey                                                  | Verschiedene Künstler                                       | Hip-O                        | - Count Basie and His Orchestra—America’s #1 Band! The Columbia Years. Orrin Keepnews, Produzent; Seth Foster, Andreas Meyer und Mark Wilder, Toningenieure (Count Basie and His Orchestra) (Columbia/Legacy) - Peggy Lee—The Singles Collection. Cy Godfrey und Steve Woof, Produzenten; Dave McEowen, Ron McMaster, Odea Murphy und Bob Norberg, Toningenieure (Peggy Lee) (EMI/Capitol) - Sam Cooke with The Soul Stirrers—The Complete Specialty Records Recordings. Bill Belmont, Ralph Kaffel und Stuart Kremsky, Produzenten; Joe Tarantino, Toningenieur (Sam Cooke mit The Soul Stirrers) (Specialty) - Vintage Recordings from the 1903 Broadway Musical The Wizard of Oz. David Maxine, Produzent; Adrian Cosentini, Toningenieur (Verschiedene Künstler) (Hungry Tiger) |                          |
| 2005                 | Daniel Cooper, Michael Gray (Produzenten) Joseph M. Palmaccio, Alan Stoker (Toningenieure) | Night Train to Nashville: Music City Rhythm & Blues, 1945–1970                                         | Verschiedene Künstler                                       | CMF/Lost Highway             | - The Complete Columbia Recordings of Woody Herman and His Orchestra & Woodchoppers (1945–1947). Scott Wenzel, Produzent; Malcolm Addey, Michael Brooks, Matt Cavaluzzo und Ken Robertson, Toningenieure (Woody Herman & His Orchestra) (Mosaic) - Goodbye, Babylon. Steven Lance Ledbetter, Produzent; David Glasser und Matt Sandoski, Toningenieure (Verschiedene Künstler) (Dust-to-Digital) - Let the Buyer Beware. Hal Willner, Produzent; Eric Liljestrand, Toningenieur (Lenny Bruce) (Shout! Factory) - Unearthed. Rick Rubin, Produzent; Vlado Meller, Toningenieur (Johnny Cash) (American/Lost Highway) |                          |
| 2006                 | Jeffrey Greenberg, Anna Lomax Wood (Produzenten) Adam Ayan, Steve Rosenthal (Toningenieure) | The Complete Library of Congress Recordings                                                            | Jelly Roll Morton                                           | Rounder                      | - Holy Ghost: Rare & Unissued Recordings (1962–70). Dean Blackwood, Ben Young, Produzenten; Joe Lizzi, Kevin Reeves, Ben Young, Toningenieure (Albert Ayler) (Revenant) - The Legend. Gregg Geller, Produzent; Vic Anesini, Toningenieur (Johnny Cash) (Columbia/Legacy) - Pure Genius: The Complete Atlantic Recordings (1952–1959). James Austin, Ahmet Ertegun, Produzenten; Dan Hersch, Bill Inglot, Toningenieure (Ray Charles) (Atlantic/Rhino) - You Ain’t Talkin’ to Me: Charlie Poole and the Roots of Country Music. Henry Sapoznik, Produzent; Christopher King, Andreas Meyer, Darcy Proper, Toningenieure (Charlie Poole und verschiedene Künstler) (Columbia/Legacy) |                          |
| 2007                 | Meagan Hennessey und Richard Martin (Produzenten) Tim Brooks, David Giovannoni und Richard Martin (Toningenieure)                                                                                                 | Lost Sounds: Blacks and the Birth of the Recording Industry, 1891–1922                                 | Verschiedene Künstler                                       | Archeophone                  | - Good for What Ails You: Music of the Medicine Shows, 1926–1937. Marshall Wyatt, Produzent; Christopher King, Toningenieur (Verschiedene Künstler) (Old Hat) - One Kiss Can Lead To Another: Girl Group Sounds Lost & Found. Sheryl Farber und Gary Stewart, Produzenten; Dan Hersch, Bill Inglot und Dave Schultz, Toningenieure (Verschiedene Künstler) (Rhino) - Poetry On Record: 98 Poets Read Their Work (1888–2006). Rebekah Presson Mosby, Produzent; Randy Perry, Toningenieur (Verschiedene Künstler) (Shout! Factory) - Rockin’ Bones: 1950's Punk & Rockabilly. James Austin und Cheryl Pawelski, Produzenten; Bill Inglot und Dave Schultz, Toningenieure (Verschiedene Künstler) (Rhino) |                          |
| 2008                 | Nora Guthrie und Jorge Arévalo Mateus (Produzenten) Jamie Howarth, Steve Rosenthal, Warren Russell-Smith und Dr. Kevin Short (Toningenieure)                                                                      | The Live Wire: Woody Guthrie in Performance 1949                                                       | Woody Guthrie                                               | Woody Guthrie Publications   | - Actionable Offenses: Indecent Phonograph Recordings from the 1890s. David Giovannoni, Meagan Hennessey und Richard Martin, Produzenten; Richard Martin, Toningenieur (Verschiedene Künstler) (Archeophone) - Forever Changing: The Golden Age of Elektra Records 1963–1973 (Deluxe Edition). Stuart Batsford, Mick Houghton und Phil Smee, Produzenten; Dan Hersch und Bill Inglot, Toningenieure (Verschiedene Künstler) (Rhino) - Love Is the Song We Sing: San Francisco Nuggets 1965–1970. Alec Palao, Produzent; Dan Hersch, Bill Inglot und Dave Schultz, Toningenieure (Verschiedene Künstler) (Rhino) - People Take Warning! Murder Ballads & Disaster Songs 1913–1938. Christopher King und Henry „Hank“ Sapoznik, Produzenten; Christopher King und Robert Vosgien, Toningenieure (Verschiedene Künstler) (Tompkins Square) |                          |
| 2009                 | Steven Lance Ledbetter und Art Rosenbaum (Produzenten) Michael Graves (Toningenieur) | Art of Field Recording Volume I: Fifty Years of Traditional American Music Documented by Art Rosenbaum | Verschiedene Künstler                                       | Dust-to-Digital              | - Classic Columbia, OKeh and Vocalion Lester Young with Count Basie (1936–1940). Scott Wenzel, Produzent; Malcolm Addey, Michael Brooks, Matt Cavaluzzo, Andreas Meyer und Mark Wilder, Toningenieure (Lester Young mit Count Basie) (Mosaic) - Debate '08: Taft and Bryan Campaign on the Edison Phonograph. David Giovannoni, Meagan Hennessey und Richard Martin, Produzenten; Richard Martin, Toningenieur (William Jennings Bryan und William Howard Taft) (Archeophone) - Polk Miller & His Old South Quartette. Ken Flaherty Jr., Produzent; Marcos Sueiro Bal, Ken Flaherty Jr., Kurt Nauck und Glenn Sage, Toningenieure (Polk Miller & His Old South Quartette) (Tompkins Square) - To Be Free: The Nina Simone Story. Richard Seidel, Produzent; Mark G. Wilder, Toningenieur (Nina Simone) (RCA/Legacy) |                          |
| 2010                 | Andy McKaie (Produzent) Erick Labson (Toningenieur) | The Complete Chess Masters (1950–1967)                                                                 | Little Walter                                               | Hip-O Select/Geffen          | - My Dusty Road. Scott Billington, Michael Creamer und Bill Nowlin, Produzenten; Doug Pomeroy, Toningenieur (Woody Guthrie) (Rounder) - Origins of the Red Hot Mama, 1910–1922. Meagan Hennessey und Richard Martin, Produzenten; Richard Martin, Toningenieur (Sophie Tucker) (Archeophone) - Take Me to the Water: Immersion Baptism in Vintage Music and Photography 1890–1950. Steven Lance Ledbetter und Jim Linderman, Produzenten; Robert Vosgien, Toningenieur (Verschiedene Künstler) (Dust-to-Digital) - Woodstock–40 Years On: Back to Yasgur's Farm. Cheryl Pawelski, Mason Williams und Andy Zax, Produzenten; Dave Schultz, Toningenieur (Verschiedene Künstler) (Rhino) |                          |
| 2011                 | Jeff Jones und Allan Rouse (Produzenten) Paul Hicks, Sean Magee, Guy Massey, Sam Okell und Steve Rooke (Toningenieure)                                                                                            | The Beatles: The Original Studio Recordings                                                            | The Beatles                                                 | Apple/Parlophone/Capitol     | - Alan Lomax in Haiti: Recordings for The Library of Congress, 1936–1937. Jeffrey A. Greenberg, David Katznelson und Anna Lomax Wood, Produzenten; Steve Rosenthal und Warren Russell-Smith, Toningenieure (Verschiedene Künstler) (Harte) - The Complete Mother's Best Recordings...Plus!. Colin Escott, Mike Jason und Jett Williams, Produzenten; Joseph M. Palmaccio, Toningenieur (Hank Williams) (Time Life) - Not Fade Away: The Complete Studio Recordings and More. Andy McKaie, Produzent; Erick Labson, Toningenieur (Buddy Holly) (UMe/Hip-O Select/Geffen) - Where The Action Is! Los Angeles Nuggets 1965–1968. Alec Palao, Cheryl Pawelski und Andrew Sandoval, Produzenten; Dan Hersch und Andrew Sandoval, Toningenieure (Verschiedene Künstler) (Rhino) |                          |
| 2012                 | Paul McCartney (Produzent) Sam Okell & Steve Rooke (Toningenieure) | Band on the Run (Paul McCartney Archive Collection – Deluxe Edition)                                   | Paul McCartney and Wings                                    | Hear Music                   | - The Bristol Sessions 1927–1928: The Big Bang of Country Music. Christopher C. King und Ted Olson, Produzenten; Christopher C. King und Chris Zwarg, Toningenieure (Verschiedene Künstler) (Bear Family) - Complete Mythology. Tom Lunt, Rob Sevier und Ken Shipley, Produzenten; Jeff Lipton, Toningenieur (Syl Johnson) (Numero) - Hear Me Howling!: Blues, Ballads & Beyond as Recorded by the San Francisco Bay by Chris Strachwitz in the 1960s. Chris Strachwitz, Produzent; Mike Cogan, Toningenieur (Verschiedene Künstler) (Arhoolie) - Young Man with the Big Beat: The Complete '56 Elvis Presley Masters. Ernst Mikael Jorgenson, Produzent; Vic Anesini, Toningenieur (Elvis Presley) (Legacy/RCA Victor) |                          |
| 2013                 | Alan Boyd, Mark Linett, Brian Wilson und Dennis Wolfe (Produzenten) Mark Linett (Toningenieur) | The Smile Sessions (Deluxe Box Set)                                                                    | The Beach Boys                                              | Capitol                      | - He Is My Story: The Sanctified Soul of Arizona Dranes. Josh Rosenthal, Produzent; Bryan Hoffa und Christopher King, Toningenieure (Arizona Dranes) (Tompkins Square) - Old-Time Smoky Mountain Music: 34 Historic Songs, Ballads and Instrumentals Recorded in the Great Smoky Mountains by 'Song Catcher' Joseph S. Hall. Kent Cave, Michael Montgomery und Ted Olson, Produzenten; John Fleenor und Steve Kemp, Toningenieure (Verschiedene Künstler) (Great Smoky Mountains Association) - Opika Pende: Africa at 78RPM. Steven Lance Ledbetter und Jonathan Ward, Produzenten; Michael Graves, Toningenieur (Verschiedene Künstler) (Dust-to-Digital) - Woody at 100: The Woody Guthrie Centennial Collection. Jeff Place und Robert Santelli, Produzenten; Pete Reiniger, Toningenieur (Woody Guthrie) (Smithsonian Folkways) |                          |
| 2014                 | Teri Landi, Andrew Loog Oldham und Steve Rosenthal (Produzenten) Bob Ludwig (Toningenieur) | Charlie Is My Darling – Ireland 1965                                                                   | The Rolling Stones                                          | ABKCO                        | - Call it Art 1964–1965. Joe Lizzi und Ben Young, Produzenten; Steve Fallone, Joe Lizzi und Ben Young, Toningenieure (New York Art Quartet) (Triple Point) - Pictures of Sound: One Thousand Years of Educed Audio: 980–1980. Patrick Feaster und Steven Lance Ledbetter, Produzenten; Michael Graves, Toningenieur (Verschiedene Künstler) (Dust-to-Digital) - Wagner: Der Ring Des Nibelungen (Deluxe Edition). Philip Siney, Produzent; Ben Turner, Toningenieur (Sir Georg Solti und die Wiener Philharmoniker) (Decca) |                          |
| 2014                 | Leo Sacks (Produzent) Joseph M. Palmaccio, Tom Ruff und Mark Wilder (Toningenieure) | The Complete Sussex and Columbia Albums                                                                | Bill Withers                                                | Columbia/Legacy              | - Call it Art 1964–1965. Joe Lizzi und Ben Young, Produzenten; Steve Fallone, Joe Lizzi und Ben Young, Toningenieure (New York Art Quartet) (Triple Point) - Pictures of Sound: One Thousand Years of Educed Audio: 980–1980. Patrick Feaster und Steven Lance Ledbetter, Produzenten; Michael Graves, Toningenieur (Verschiedene Künstler) (Dust-to-Digital) - Wagner: Der Ring Des Nibelungen (Deluxe Edition). Philip Siney, Produzent; Ben Turner, Toningenieur (Sir Georg Solti und die Wiener Philharmoniker) (Decca) |                          |
| 2015                 | Colin Escott & Cheryl Pawelski (Produzenten) Michael Graves (Toningenieur) | The Garden Spot Programs, 1950                                                                         | Hank Williams                                               | Omnivore                     | - Black Europe: The Sounds and Images of Black People in Europe Pre–1927. Jeffrey Green, Ranier E. Lotz und Howard Rye, Produzenten; Christian Zwarg, Toningenieur (Verschiedene Künstler) (Bear Family) - Happy: The 1920 Rainbo Orchestra Sides. Meagan Hennessey und Richard Martin, Produzenten; Richard Martin, Toningenieur (Isham Jones Rainbo Orchestra) (Archeophone) - Longing for the Past: The 78 RPM Era in Southeast Asia. Steven Lance Ledbetter und David Murray, Produzenten; Michael Graves, Toningenieur (Verschiedene Künstler) (Dust-To-Digital) - There's a Dream I’ve Been Saving: Lee Hazlewood Industries 1966–1971 (Deluxe Edition). Hunter Lea, Patrick McCarthy und Matt Sullivan, Produzenten; John Baldwin, Toningenieur (Verschiedene Künstler) (Light In The Attic) |                          |
| 2016                 | Steve Berkowitz, Jan Haust und Jeff Rosen (Produzenten) Peter J. Moore und Mark Wilder (Toningenieure) | The Bootleg Series Vol. 11: The Basement Tapes Complete                                                | Bob Dylan und The Band                                      | Columbia/Legacy              | - The Complete Concert by the Sea. Geri Allen, Jocelyn Arem und Steve Rosenthal, Produzenten; Jessica Thompson, Toningenieur (Erroll Garner) (Columbia/Legacy) - Native North America Vol. 1: Aboriginal Folk, Rock, and Country 1966–1985. Kevin Howes, Produzent; Greg Mindorff, Toningenieur (Verschiedene Künstler) (Light in the Attic) - Parchman Farm: Photographs and Field Recordings, 1947–1959. Steven Lance Ledbetter und Nathan Salsburg, Produzenten; Michael Graves, Toningenieur (Verschiedene Künstler) (Dust-to-Digital) - Songs My Mother Taught Me. Mark Puryear, Produzent; Pete Reiniger, Toningenieur (Fannie Lou Hamer) (Smithsonian Folkways) |                          |
| 2017                 | Steve Berkowitz und Jeff Rosen (Produzenten) Mark Wilder (Toningenieur) | The Bootleg Series Vol. 12: The Cutting Edge 1965–1966 (Collector’s Edition)                           | Bob Dylan                                                   | Columbia/Legacy              | - Music of Morocco from the Library of Congress: Recorded by Paul Bowles, 1959. April G. Ledbetter, Steven Lance Ledbetter, Bill Nowlin und Philip D. Schuyler, Produzenten; Rick Fisher und Michael Graves, Toningenieure (Verschiedene Künstler) (Dust-To-Digital) - Vladimir Horowitz: The Unreleased Live Recordings 1966–1983. Bernard Horowitz, Andreas K. Meyer und Robert Russ, Produzenten; Andreas K. Meyer und Jeanne Montalvo, Toningenieure (Vladimir Horowitz) (Sony Classical) - Ork Records: New York, New York. Rob Sevier und Ken Shipley, Produzenten; Jeff Lipton und Maria Rice, Toningenieure (Numero) - Waxing the Gospel: Mass Evangelism and the Phonograph, 1890–1900. Michael Devecka, Meagan Hennessey und Richard Martin, Produzenten; Michael Devecka, David Giovannoni, Michael Khanchalian und Richard Martin, Toningenieure (Verschiedene Künstler) (Archeophone) |                          |
| 2018                 | Robert Russ (Produzent) Martin Kistner und Andreas K. Meyer (Toningenieure) | Leonard Bernstein – The Composer                                                                       | Leonard Bernstein und verschiedene Künstler                 | Sony Classical               | - Bobo Yeye: Belle Epoque in Upper Volta. Jon Kirby, Florent Mazzoleni, Rob Sevier und Ken Shipley, Produzenten; Jeff Lipton und Maria Rice, Toningenieure (Verschiedene Künstler) (Numero) - The Goldberg Variations – The Complete Unreleased Recording Sessions, June 1955. Robert Russ, Produzent; Mathias Erb, Martin Kistner und Andreas K. Meyer, Toningenieure (Glenn Gould) (Sony Classical) - Sweet as Broken Dates: Lost Somali Tapes from the Horn of Africa. Nicolas Sheikholeslami und Vik Sohonie, Produzenten; Michael Graves, Toningenieur (Verschiedene Künstler) (Ostinato) - Washington Phillips and his Manzarene Dreams. Michael Corcoran, April G. Ledbetter und Steven Lance Ledbetter, Produzenten; Michael Graves, Toningenieur (Washington Phillips) (Dust-to-Digital) |                          |
| 2019                 | William Ferris, April Ledbetter und Steven Lance Ledbetter (Produzenten) Michael Graves (Toningenieur) | Voices of Mississippi: Artists and Musicians Documented by William Ferris                              | Verschiedene Künstler                                       | Dust-to-Digital              | - Any Other Way. Rob Bowman, Douglas Mcgowan, Rob Sevier und Ken Shipley, Produzenten; Jeff Lipton, Toningenieur (Jackie Shane) (Numero) - At the Louisiana Hayride Tonight.... Martin Hawkins, Produzent; Christian Zwarg, Toningenieur (Verschiedene Künstler) (Bear Family) - Battleground Korea: Songs and Sounds of America’s Forgotten War. Hugo Keesing, Produzent; Christian Zwarg, Toningenieur (Verschiedene Künstler) (Bear Family) - A Rhapsody in Blue - The Extroardinary Life of Oscar Levant. Robert Russ, Produzent; Andreas K. Meyer und Rebekah Wineman, Toningenieure (Oscar Levant) (Sony Classical) |                          |
| 2020                 | Jeff Place und Robert Santelli (Produzenten) Pete Reiniger (Mastering) | Pete Seeger: The Smithsonian Folkways Collection                                                       | Pete Seeger                                                 | Smithsonian Folkways         | - The Girl from Chickasaw County – The Complete Capitol Masters von Andrew Batt & Kris Maher, Produzenten; Simon Gibson, Mastering-Ingenieur (Bobbie Gentry) - The Great Comeback: Horowitz at Carnegie Hall von Robert Russ, Produzenten; Andreas K. Meyer & Jennifer Nulsen, Mastering-Ingenieure (Vladimir Horowitz) - Kanyo Ongaku: Japanese Ambient, Environmental & New Age Music 1980–1990 von Spencer Doran, Yosuke Kitazawa, Douglas Mcgowan & Matt Sullivan, Produzenten; John Baldwin, Mastering-Ingenieur (verschiedene Künstler) - Woodstock: Back to the Garden – The Definitive 50th Anniversary Archive von Brian Kehew, Steve Woolard & Andy Zax, Produzenten; Dave Schultz, Mastering-Ingenieur (verschiedene Künstler) |                          |
| 2021                 | Lee Lodyga und Cheryl Pawelski (Produzenten) Michael Graves (Mastering) | It’s Such a Good Feeling: The Best of Mister Rogers                                                    | Mister Rogers                                               | Omnivore Recordings          | - Celebrated, 1895-1896 (Unique Quartette), Meagan Hennessey & Richard Martin, Produzenten; Richard Martin, Mastering-Ingenieur - Hittin’ the Ramp: The Early Years (1936 – 1943) (Nat King Cole), Zev Feldman, Will Friedwald & George Klabin, Produzenten; Matthew Lutthans, Mastering-Ingenieur - 1999 Super Deluxe Edition (Prince), Michael Howe, Produzent; Bernie Grundman, Mastering-Ingenieur - Souvenir (Orchestral Manoeuvres in the Dark), Carolyn Agger, Produzentin; Miles Showell, Mastering-Ingenieur - Throw Down Your Heart: The Complete Africa Sessions (Béla Fleck), Béla Fleck, Produzent; Richard Dodd, Mastering-Ingenieur |                          |
| 2022                 | Patrick Milligan und Joni Mitchell(Produzenten) Bernie Grundman (Technik) | Joni Mitchell Archives, Vol. 1: The Early Years (1963–1967)                                            | Joni Mitchell                                               | Rhino Records                | - Marian Anderson - Beyond the Music: Her Complete RCA Victor Recordings von Marian Anderson (Produzent der Zusammenstellung: Robert Russ; Technik: Nancy Conforti, Andreas K. Meyer, Jennifer Nulsen) - Etching the Voice: Emile Berliner and the First Commercial Gramophone Discs, 1889–1895 von verschiedenen Interpreten (Produzenten der Zusammenstellung: Meagan Hennessey, Richard Martin; Technik: Richard Martin) - Excavated Shellac: An Alternate History of the World’s Music von verschiedenen Interpreten (Produzenten der Zusammenstellung: April Ledbetter, Steven Lance Ledbetter, Jonathan Ward; Technik: Michael Graves) - Sign o’ the Times (Super Deluxe Edition) von Prince (Produzenten der Zusammenstellung: Trevor Guy, Michael Howe, Kirk Johnson; Technik: Bernie Grundman) |                          |
| 2023 5. Februar 2023 | Cheryl Pawelski und Jeff Tweedy (Produzenten) Bob Ludwig (Toningenieur) | Yankee Hotel Foxtrot (20th Anniversary Super Deluxe Edition)                                           | Wilco                                                       | Wilco                        | - Against The Odds: 1974-1982. Tommy Manzi, Steve Rosenthal & Ken Shipley, Produzenten; Michael Graves, Tom Camuso, Toningenieure (Blondie) - The Goldberg Variations – The Complete Unreleased 1981 Studio Sessions . Robert Russ, Produzent; Martin Kistner, Toningenieur (Glenn Gould) (Sony Classical) - Life’s Work: A Retrospective. Scott Billington, Ted Olson & Mason Williams, Produzenten; Paul Blakemore, Toningenieur (Doc Watson) - To Whom It May Concern.... Jonathan Sklute, Produzent; Kevin Marques Moo, Toningenieur (Freestyle Fellowship) |                          |
| 2024 4. Februar 2024 | Robert Gordon, Deanie Parker, Cheryl Pawelski, Michele Smith, Mason Williams (Produzenten) Michael Graves (Toningenieur)                                                                                          | Written in Their Soul: The Stax Songwriter Demos                                                       | Verschiedene Interpreten                                    | Craft / Stax                 | - Fragments – Time out of Mind Sessions (1996–1997): The Bootleg Series, Vol. 17 von Bob Dylan (Produzenten der Zusammenstellung: Steve Berkowitz, Jeff Rosen; Technik: Steve Addabbo, Greg Calbi, Steve Fallone, Chris Shaw, Mark Wilder) - The Moaninest Moan of Them All: The Jazz Saxophone of Loren McMurray, 1920–1922 von verschiedenen Interpreten (Produzenten der Zusammenstellung: Colin Hancock, Meagan Hennessey, Richard Martin; Technik: Richard Martin) - Playing for the Man at the Door: Field Recordings from the Collection of Mack McCormick, 1958–1971 von verschiedenen Interpreten (Produzenten der Zusammenstellung: Jeff Place, John Troutman; Technik: Randy LeRoy, Charlie Pilzer, Mike Petillo) - Words & Music, May 1965 (Deluxe Edition) von Lou Reed (Produzenten der Zusammenstellung: Laurie Anderson, Don Fleming, Jason Stern, Matt Sullivan, Hal Willner; Technik: John Baldwin) |                          |
| 2025 2. Februar 2025 | Meagan Hennessey, Richard Martin (Produzenten) Richard Martin (Technik) | Centennial                                                                                             | King Oliver’s Creole Jazz Band und verschiedene Interpreten |                              | - Diamonds and Pearls Super Deluxe Edition von Prince and The New Power Generation (Produzenten der Zusammenstellung: Charles F. Spicer Jr., Duane Tudahl; Technik: Brad Blackwood, Bernie Grundman) - Paul Robeson – Voice of Freedom: His Complete Columbia, rCA, HMV, and Victor Recordings von Paul Robeson (Produzenten der Zusammenstellung: Tom Laskey, Robert Russ; Technik: Nancy Conforti, Andreas K. Meyer) - Pepito y Paquito von Pepe de Lucía & Paco de Lucía (Produzenten der Zusammenstellung: Pepe de Lucía, Javier Doria; Technik: Jesús Bola) - The Sound of Music (Original Soundtrack Recording – Super Deluxe Edition) von Rodgers & Hammerstein & Julie Andrews (Produzenten der Zusammenstellung: Mike Matessino, Mark Piro; Technik: Steve Genewick, Mike Matessino) |                          |